# Canton de Saint-Gaudens
Le canton de Saint-Gaudens est une circonscription électorale française de l'arrondissement de Saint-Gaudens, dans le département de la Haute-Garonne en région Occitanie.

## Représentation

### Conseillers généraux de 1833 à 2015
| Période | Période          | Identité                              | Étiquette          | Qualité |
| ------- | ---------------- | ------------------------------------- | ------------------ | --- |
| 1833    | 1848             | Jean Marie Gabriel Duran              | Libéral dynastique | Propriétaire, maire de Saint-Gaudens Député (1830-1831) |
| 1848    | 1848 (démission) | Maxime Pelleport                      |                    | Administrateur de l'hôpital et du bureau de bienfaisance |
| 1848    | 1852 (décès)     | Armand Marrast                        | Républicain        | Enseignant, journaliste Député (1848-1849) Président de l'Assemblée Nationale (1848-1849)                                                                       |
| 1852    | 1867             | Jean Joseph Roch Théodore Tatareau    |                    | Président du tribunal et maire de Saint-Gaudens |
| 1867    | 1871             | Louis Tatareau (fils du précédent)    |                    | Avocat puis magistrat |
| 1871    | 1892             | Victor Camparan                       | Républicain        | Docteur en médecine, Sénateur (1879-1906) |
| 1892    | 1910             | Jean Bepmale                          | Rad.               | Avocat Député (1893-1898 et 1902-1907) Sénateur (1907-1920) Maire de Saint-Gaudens (1884-1921)                                                                  |
| 1910    | 1919             | Charles Barès                         | Rad.               | Avocat à Saint-Gaudens |
| 1919    | 1928             | Laurent Cazassus                      | Rad.               | Avoué, maire de Saint-Gaudens (1922-1928) Député (1914-1919) |
| 1928    | 1940 (décès)     | Eugène Azémar                         | Rad.               | Professeur Conseiller municipal de Saint-Gaudens Sénateur (1938-1940)                                                                                           |
|         |                  |                                       |                    | |
| 1943    | 1945             | Louis Saint-Paul                      |                    | Industriel Adjoint au maire de Saint-Gaudens Membre de la commission administrative de Haute-Garonne (1940-1943) Nommé conseiller départemental en 1943         |
|         |                  |                                       |                    | |
| 1945    | 1949             | Pierre Ollé                           | SFIO               | Médecin Maire de Saint-Gaudens (1944-1947) |
| 1949    | 1959 (décès)     | Simon Comet                           | RGR                | Industriel |
| 1959    | 1967             | René Bergès                           | SFIO               | Chirurgien Conseiller municipal de Saint-Gaudens (1945-1947) |
| 1967    | 1973             | Armand de Bertrand-Pibrac (1907-1974) | UDR                | Avocat, magistrat, membre du Conseil économique et social Maire de Saint-Gaudens (1947-1974) Suppléant du député radical Hippolyte Ducos (1962-1968)            |
| 1973    | 1992             | Pierre Ortet                          | PS                 | Directeur de collège Député (1981-1993) Maire de Villeneuve-de-Rivière (1971-1983) Maire de Saint-Gaudens (1989-2001)                                           |
| 1992    | 1998             | Bernard Batlle                        | RPR                | Responsable du centre d'orientation Conseiller régional Conseiller municipal de Saint-Gaudens                                                                   |
| 1998    | 2011             | Jean-Raymond Lépinay                  | PS                 | Maître de conférences à Toulouse Maire de Saint-Gaudens (2008-2014) Président de la Communauté de communes du Saint-Gaudinois Vice-Président du Conseil général |
| 2011    | 2015             | Jean-Yves Duclos                      | DVG                | Maire de Villeneuve-de-Rivière (2001-2014) Maire de Saint-Gaudens (depuis 2014)                                                                                 |

### Conseillers d'arrondissement (de 1833 à 1940)
| Période                                  | Période      | Identité                                    | Étiquette           | Qualité |
| ---------------------------------------- | ------------ | ------------------------------------------- | ------------------- | --- |
| 1833                                     | 1848 (décès) | Jean Baptiste Labatut (1783-1848)           |                     | Avocat à Saint-Gaudens                                                                                      |
|                                          |              |                                             |                     | |
| 1877                                     | 1883         | Julien Bougues                              |                     | Négociant à Saint-Gaudens                                                                                   |
| 1883                                     | 1889         | M. Caubet                                   | Républicain         | |
| 1883                                     | 1889         | M. Darrès                                   | Républicain         | |
| 1889                                     | 1919         | Alexandre Jean Adon Pégot-Ogier (1838-1921) | Républicain radical | Pharmacien, adjoint au maire de Saint-Gaudens                                                               |
|                                          |              |                                             |                     | |
| 1919                                     | 1925         | M. Courouleau                               |                     | Industriel à Saint-Gaudens, maire de Miramont-de-Comminges                                                  |
| 1925                                     | 1931         | Louis Lozès                                 | Radical             | Président du Conseil d'arrondissement                                                                       |
| 1931                                     | 1937         | Prosper-Émile Pousson                       | Soc.ind.            | Industriel à Saint-Gaudens Soutenu par la SFIO et les Croix de Feu                                          |
| 1937                                     | 1940         | Pierre Fauré                                | Radical             | |
| 1940                                     |              |                                             |                     | Les conseils d'arrondissement ont été suspendus par la loi du 12 octobre 1940 et n'ont jamais été réactivés |
| Les données manquantes sont à compléter. |              |                                             |                     | |

### Conseillers départementaux à partir de 2015
| Période élective | Période élective | Mandat | Mandat   | Identité                  | Nuance | Nuance | Qualité                                                                                      |
| ---------------- | ---------------- | ------ | -------- | ------------------------- | ------ | ------ | -------------------------------------------------------------------------------------------- |
| 2015             | 2021             | 2015   | 2021     | Jean-Yves Duclos          |        | DVG    | Cadre territorial Maire de Saint-Gaudens (depuis 2014)                                       |
| 2015             | 2021             | 2015   | 2021     | Céline Laurenties-Barrère |        | UDI    | Assistante parlementaire du sénateur Pierre Médevielle Maire de Péguilhan depuis 2020        |
| 2021             | 2028             | 2021   | en cours | Jean-Yves Duclos          |        | DVG    | Maire de Saint-Gaudens                                                                       |
| 2021             | 2028             | 2021   | en cours | Céline Laurenties-Barrère |        | HOR    | Assistante parlementaire du sénateur Pierre Médevielle Maire de Péguilhan, membre d'Horizons |

### Résultats détaillés

#### Élections de mars 2015
À l'issue du 1er tour des élections départementales de 2015, deux binômes sont en ballottage : Jean-Yves Duclos et Céline Laurenties (DVG, 39,88 %) et Marie-Pierre Bacarisse et Patrick Doucede (UG, 28,61 %). Le taux de participation est de 55,99 % (15 202 votants sur 27 152 inscrits) contre 52,11 % au niveau départemental et 50,17 % au niveau national.
Au second tour, Jean-Yves Duclos et Céline Laurenties (DVG) sont élus avec 63,52 % des suffrages exprimés avec un taux de participation de 54,91 % (8 498 voix et (14 908 votants pour 27 152 inscrits).

#### Élections de juin 2021
Le premier tour des élections départementales de 2021 est marqué par un très faible taux de participation (33,26 % au niveau national). Dans le canton de Saint-Gaudens, ce taux de participation est de 42,48 % (11 210 votants sur 26 387 inscrits) contre 36,67 % au niveau départemental. À l'issue de ce premier tour, deux binômes sont en ballottage : Jean-Yves Duclos et Céline Laurenties Barrere (DVC, 50,55 %) et Julien Lacroix et Corinne Marquerie (Union à gauche, 21,84 %).
Le second tour des élections est marqué une nouvelle fois par une abstention massive équivalente au premier tour. Les taux de participation sont de 34,36 % au niveau national, 36,26 % dans le département et 43,01 % dans le canton de Saint-Gaudens. Jean-Yves Duclos et Céline Laurenties Barrere (DVC) sont élus avec 66,38 % des suffrages exprimés (7 006 voix pour 11 340 votants et 26 368 inscrits),,.

## Composition

### Composition avant 2015

Situation du canton de Saint-Gaudens dans l'arrondissement de Saint-Gaudens avant 2015.

Le canton de Saint-Gaudens comprenait 21 communes.
| Nom                       | Code Insee | Codepostal | Superficie (km2) | Population (dernière pop. légale) | Densité (hab./km2) |
| ------------------------- | ---------- | ---------- | ---------------- | --------------------------------- | ------------------ |
| Saint-Gaudens (chef-lieu) | 31483      | 31800      | 27,35            | 11 199 (2012)                     | 409                |
| Aspret-Sarrat             | 31021      | 31800      | 3,82             | 145 (2012)                        | 38                 |
| Estancarbon               | 31175      | 31800      | 6,23             | 613 (2012)                        | 98                 |
| Labarthe-Inard            | 31246      | 31800      | 9,97             | 903 (2012)                        | 91                 |
| Labarthe-Rivière          | 31247      | 31800      | 13,65            | 1 361 (2012)                      | 100                |
| Lalouret-Laffiteau        | 31268      | 31800      | 5,39             | 139 (2012)                        | 26                 |
| Landorthe                 | 31270      | 31800      | 9,65             | 966 (2012)                        | 100                |
| Larcan                    | 31274      | 31800      | 6,96             | 186 (2012)                        | 27                 |
| Lespiteau                 | 31294      | 31160      | 1,81             | 73 (2012)                         | 40                 |
| Lieoux                    | 31300      | 31800      | 5,83             | 130 (2012)                        | 22                 |
| Lodes                     | 31302      | 31800      | 13,74            | 287 (2012)                        | 21                 |
| Miramont-de-Comminges     | 31344      | 31800      | 8,09             | 779 (2012)                        | 96                 |
| Pointis-Inard             | 31427      | 31800      | 14,66            | 854 (2012)                        | 58                 |
| Régades                   | 31449      | 31800      | 3,62             | 133 (2012)                        | 37                 |
| Rieucazé                  | 31452      | 31800      | 2,03             | 48 (2012)                         | 24                 |
| Savarthès                 | 31537      | 31800      | 3,05             | 170 (2012)                        | 56                 |
| Saint-Ignan               | 31487      | 31800      | 5,35             | 247 (2012)                        | 46                 |
| Saint-Marcet              | 31502      | 31800      | 14,06            | 392 (2012)                        | 28                 |
| Saux-et-Pomarède          | 31536      | 31800      | 12,52            | 271 (2012)                        | 22                 |
| Valentine                 | 31565      | 31800      | 8,03             | 910 (2012)                        | 113                |
| Villeneuve-de-Rivière     | 31585      | 31800      | 13,57            | 1 702 (2012)                      | 125                |

### Composition depuis 2015
Lors du redécoupage de 2014, le nouveau canton de Saint-Gaudens comprenait soixante-deux communes entières.
À la suite de la fusion au 1er janvier 2017 de Lunax dans Péguilhan, le canton compte 61 communes.
| Nom                                   | Code Insee | Intercommunalité                | Superficie (km2) | Population (dernière pop. légale) | Densité (hab./km2) | Modifier                                    |
| ------------------------------------- | ---------- | ------------------------------- | ---------------- | --------------------------------- | ------------------ | ------------------------------------------- |
| Saint-Gaudens (bureau centralisateur) | 31483      | CC Cœur et Coteaux du Comminges | 27,35            | 11 869 (2022)                     | 434                | modifier les données · modifier les données |
| Aspret-Sarrat                         | 31021      | CC Cœur et Coteaux du Comminges | 3,82             | 128 (2022)                        | 34                 | modifier les données · modifier les données |
| Ausson                                | 31031      | CC Cœur et Coteaux du Comminges | 4,39             | 592 (2022)                        | 135                | modifier les données · modifier les données |
| Balesta                               | 31043      | CC Cœur et Coteaux du Comminges | 7,16             | 158 (2022)                        | 22                 | modifier les données · modifier les données |
| Blajan                                | 31070      | CC Cœur et Coteaux du Comminges | 12,68            | 433 (2022)                        | 34                 | modifier les données · modifier les données |
| Bordes-de-Rivière                     | 31076      | CC Cœur et Coteaux du Comminges | 8,52             | 460 (2022)                        | 54                 | modifier les données · modifier les données |
| Boudrac                               | 31078      | CC Cœur et Coteaux du Comminges | 11,64            | 149 (2022)                        | 13                 | modifier les données · modifier les données |
| Boulogne-sur-Gesse                    | 31080      | CC Cœur et Coteaux du Comminges | 24,73            | 1 658 (2022)                      | 67                 | modifier les données · modifier les données |
| Cardeilhac                            | 31108      | CC Cœur et Coteaux du Comminges | 18,41            | 258 (2022)                        | 14                 | modifier les données · modifier les données |
| Castéra-Vignoles                      | 31121      | CC Cœur et Coteaux du Comminges | 4,19             | 59 (2022)                         | 14                 | modifier les données · modifier les données |
| Cazaril-Tambourès                     | 31130      | CC Cœur et Coteaux du Comminges | 6,93             | 85 (2022)                         | 12                 | modifier les données · modifier les données |
| Charlas                               | 31138      | CC Cœur et Coteaux du Comminges | 11,32            | 253 (2022)                        | 22                 | modifier les données · modifier les données |
| Ciadoux                               | 31141      | CC Cœur et Coteaux du Comminges | 9,73             | 226 (2022)                        | 23                 | modifier les données · modifier les données |
| Clarac                                | 31147      | CC Cœur et Coteaux du Comminges | 4,74             | 676 (2022)                        | 143                | modifier les données · modifier les données |
| Cuguron                               | 31158      | CC Cœur et Coteaux du Comminges | 7,07             | 164 (2022)                        | 23                 | modifier les données · modifier les données |
| Le Cuing                              | 31159      | CC Cœur et Coteaux du Comminges | 13,05            | 479 (2022)                        | 37                 | modifier les données · modifier les données |
| Escanecrabe                           | 31170      | CC Cœur et Coteaux du Comminges | 16,07            | 211 (2022)                        | 13                 | modifier les données · modifier les données |
| Estancarbon                           | 31175      | CC Cœur et Coteaux du Comminges | 6,23             | 615 (2022)                        | 99                 | modifier les données · modifier les données |
| Franquevielle                         | 31197      | CC Cœur et Coteaux du Comminges | 10,88            | 328 (2022)                        | 30                 | modifier les données · modifier les données |
| Gensac-de-Boulogne                    | 31218      | CC Cœur et Coteaux du Comminges | 10,96            | 97 (2022)                         | 8,9                | modifier les données · modifier les données |
| Labarthe-Inard                        | 31246      | CC Cœur et Coteaux du Comminges | 9,97             | 872 (2022)                        | 87                 | modifier les données · modifier les données |
| Labarthe-Rivière                      | 31247      | CC Cœur et Coteaux du Comminges | 13,65            | 1 287 (2022)                      | 94                 | modifier les données · modifier les données |
| Lalouret-Laffiteau                    | 31268      | CC Cœur et Coteaux du Comminges | 5,39             | 137 (2022)                        | 25                 | modifier les données · modifier les données |
| Landorthe                             | 31270      | CC Cœur et Coteaux du Comminges | 9,65             | 1 028 (2022)                      | 107                | modifier les données · modifier les données |
| Larcan                                | 31274      | CC Cœur et Coteaux du Comminges | 6,96             | 180 (2022)                        | 26                 | modifier les données · modifier les données |
| Larroque                              | 31276      | CC Cœur et Coteaux du Comminges | 19,83            | 292 (2022)                        | 15                 | modifier les données · modifier les données |
| Lécussan                              | 31289      | CC Cœur et Coteaux du Comminges | 7,43             | 260 (2022)                        | 35                 | modifier les données · modifier les données |
| Lespiteau                             | 31294      | CC Cœur et Coteaux du Comminges | 1,81             | 79 (2022)                         | 44                 | modifier les données · modifier les données |
| Lespugue                              | 31295      | CC Cœur et Coteaux du Comminges | 4,91             | 79 (2022)                         | 16                 | modifier les données · modifier les données |
| Lieoux                                | 31300      | CC Cœur et Coteaux du Comminges | 5,83             | 126 (2022)                        | 22                 | modifier les données · modifier les données |
| Lodes                                 | 31302      | CC Cœur et Coteaux du Comminges | 13,74            | 303 (2022)                        | 22                 | modifier les données · modifier les données |
| Loudet                                | 31305      | CC Cœur et Coteaux du Comminges | 5,13             | 194 (2022)                        | 38                 | modifier les données · modifier les données |
| Miramont-de-Comminges                 | 31344      | CC Cœur et Coteaux du Comminges | 8,09             | 743 (2022)                        | 92                 | modifier les données · modifier les données |
| Mondilhan                             | 31350      | CC Cœur et Coteaux du Comminges | 10,02            | 81 (2022)                         | 8,1                | modifier les données · modifier les données |
| Montgaillard-sur-Save                 | 31378      | CC Cœur et Coteaux du Comminges | 4,13             | 67 (2022)                         | 16                 | modifier les données · modifier les données |
| Montmaurin                            | 31385      | CC Cœur et Coteaux du Comminges | 8,45             | 192 (2022)                        | 23                 | modifier les données · modifier les données |
| Montréjeau                            | 31390      | CC Cœur et Coteaux du Comminges | 8,21             | 2 676 (2022)                      | 326                | modifier les données · modifier les données |
| Nénigan                               | 31397      | CC Cœur et Coteaux du Comminges | 2,38             | 50 (2022)                         | 21                 | modifier les données · modifier les données |
| Nizan-Gesse                           | 31398      | CC Cœur et Coteaux du Comminges | 8,64             | 100 (2022)                        | 12                 | modifier les données · modifier les données |
| Péguilhan                             | 31412      | CC Cœur et Coteaux du Comminges | 23,58            | 255 (2022)                        | 11                 | modifier les données · modifier les données |
| Pointis-Inard                         | 31427      | CC Cœur et Coteaux du Comminges | 14,66            | 920 (2022)                        | 63                 | modifier les données · modifier les données |
| Ponlat-Taillebourg                    | 31430      | CC Cœur et Coteaux du Comminges | 8,60             | 622 (2022)                        | 72                 | modifier les données · modifier les données |
| Régades                               | 31449      | CC Cœur et Coteaux du Comminges | 3,62             | 131 (2022)                        | 36                 | modifier les données · modifier les données |
| Rieucazé                              | 31452      | CC Cœur et Coteaux du Comminges | 2,03             | 55 (2022)                         | 27                 | modifier les données · modifier les données |
| Saint-Ferréol-de-Comminges            | 31479      | CC Cœur et Coteaux du Comminges | 5,88             | 60 (2022)                         | 10                 | modifier les données · modifier les données |
| Saint-Ignan                           | 31487      | CC Cœur et Coteaux du Comminges | 5,35             | 222 (2022)                        | 41                 | modifier les données · modifier les données |
| Saint-Lary-Boujean                    | 31493      | CC Cœur et Coteaux du Comminges | 8,39             | 127 (2022)                        | 15                 | modifier les données · modifier les données |
| Saint-Loup-en-Comminges               | 31498      | CC Cœur et Coteaux du Comminges | 4,73             | 38 (2022)                         | 8,0                | modifier les données · modifier les données |
| Saint-Marcet                          | 31502      | CC Cœur et Coteaux du Comminges | 14,06            | 370 (2022)                        | 26                 | modifier les données · modifier les données |
| Saint-Pé-Delbosc                      | 31510      | CC Cœur et Coteaux du Comminges | 5,51             | 144 (2022)                        | 26                 | modifier les données · modifier les données |
| Saint-Plancard                        | 31513      | CC Cœur et Coteaux du Comminges | 16,09            | 395 (2022)                        | 25                 | modifier les données · modifier les données |
| Saman                                 | 31528      | CC Cœur et Coteaux du Comminges | 5,54             | 145 (2022)                        | 26                 | modifier les données · modifier les données |
| Sarrecave                             | 31531      | CC Cœur et Coteaux du Comminges | 2,49             | 72 (2022)                         | 29                 | modifier les données · modifier les données |
| Sarremezan                            | 31532      | CC Cœur et Coteaux du Comminges | 4,25             | 90 (2022)                         | 21                 | modifier les données · modifier les données |
| Saux-et-Pomarède                      | 31536      | CC Cœur et Coteaux du Comminges | 12,52            | 241 (2022)                        | 19                 | modifier les données · modifier les données |
| Savarthès                             | 31537      | CC Cœur et Coteaux du Comminges | 3,05             | 195 (2022)                        | 64                 | modifier les données · modifier les données |
| Sédeilhac                             | 31539      | CC Cœur et Coteaux du Comminges | 6,16             | 65 (2022)                         | 11                 | modifier les données · modifier les données |
| Les Tourreilles                       | 31556      | CC Cœur et Coteaux du Comminges | 12,33            | 380 (2022)                        | 31                 | modifier les données · modifier les données |
| Valentine                             | 31565      | CC Cœur et Coteaux du Comminges | 8,03             | 875 (2022)                        | 109                | modifier les données · modifier les données |
| Villeneuve-de-Rivière                 | 31585      | CC Cœur et Coteaux du Comminges | 13,57            | 1 732 (2022)                      | 128                | modifier les données · modifier les données |
| Villeneuve-Lécussan                   | 31586      | CC Cœur et Coteaux du Comminges | 16,10            | 570 (2022)                        | 35                 | modifier les données · modifier les données |
| Canton de Saint-Gaudens               | 3114       |                                 | 570,63           | 35 348 (2022)                     | 62                 | modifier les données                        |

## Démographie

### Démographie avant 2015
| 1962   | 1968   | 1975   | 1982   | 1990   | 1999   | 2006   | 2011   | 2012   |
| ------ | ------ | ------ | ------ | ------ | ------ | ------ | ------ | ------ |
| 18 056 | 19 314 | 20 169 | 20 129 | 20 140 | 19 714 | 20 464 | 21 443 | 21 508 |

### Démographie depuis 2015
En 2022, le canton comptait 35 348 habitants, en évolution de +0,21 % par rapport à 2016 (Haute-Garonne : +8,02 %, France hors Mayotte : +2,11 %).
| 2013   | 2018   | 2022   |
| ------ | ------ | ------ |
| 35 036 | 35 328 | 35 348 |